# Đường tỉnh 208
Đường tỉnh 208 hay tỉnh lộ 208, viết tắt ĐT208 hay TL208, là đường tỉnh có ở thành phố Hải Phòng và tỉnh Cao Bằng, Việt Nam.

## Lộ trình

### Đường tỉnh 208 Hải Phòng
Đường tỉnh 208 ở quận An Dương thành phố Hải Phòng và huyện Kim Thành tỉnh Hải Dương :
- Đường tỉnh ĐT208 Hải Phòng bắt đầu từ phường An Đồng, đi hướng tây gần theo đê sông Rế, qua thị trấn An Dương tới xã An Hòa, Hải Phòng.
- Theo bản đồ địa hình 1:50.000 [2] thì ĐT208 đi tiếp sang huyện Kim Thành tỉnh Hải Dương, chuyển hướng tây bắc và bắc, tới thị trấn Phú Thái nối vào Quốc lộ 5A.

### Đường tỉnh 208 Cao Bằng
Đường tỉnh 208 ở huyện Thạch An và Phục Hòa, tỉnh Cao Bằng:
- Đường tỉnh 208 Cao Bằng bắt đầu từ thị trấn Đông Khê huyện Thạch An, nối với quốc lộ 4A.
- Đường đi hướng đông bắc, tới thị trấn Hòa Thuận huyện Quảng Hòa, nối với quốc lộ 3. 22°31′57″B 106°30′28″Đ / 22,5325°B 106,50778°Đ